# Jan Bronisław Biesiadecki
Jan Bronisław Biesiadecki (ur. 10 lutego 1898 w Zarzyszczach, pow. żółkiewski, zm. kwiecień 1940, Charków) – porucznik piechoty rezerwy Wojska Polskiego, kawaler Orderu Virtuti Militari, leśniczy, ofiara zbrodni katyńskiej.

## Życiorys
Syn Władysława i hr. Zofii z Siemiginowskich, urodzony 10 lutego 1898 w Zarzyszczach w powiecie żółkiewskim. Ukończył 4 klasy gimnazjum w Chyrowie, a także Wyższą Szkołę Lasową w mieście Budweiss.  
15 maja 1916 został powołany do cesarsko-królewskiej Obrony Krajowej i przydzielony do 32 pułku piechoty OK. Po krótkim przeszkoleniu został przydzielony do 105 batalionu. Do 17 października 1918 walczył na froncie serbskim, jako dowódca plutonu w stopniu kaprala. 

Po zakończeniu wojny, 13 listopada 1918 został przyjęty do Wojska Polskiego. 19 listopada 1918 wstąpił do do formującego się w Jaśle 5 pułku piechoty Legionów i został skierowany do obrony Lwowa. Z dniem 1 czerwca 1919 został zweryfikowany do stopnia podporucznika ze starszeństwem. Odbył kurs podoficerski w 1 Dywizji Piechoty Legionów w Komorowie, oraz przebył całą kampanię 1919 –1920. Brał udział w walkach na froncie Litewsko-Białoruskim i Ukraińskim, w odwrocie z Kijowa i kontrofensywie do czasu zawieszenia broni. 25 lipca 1921 – na własną prośbę – został przeniesiony do rezerwy. W tym też roku odznaczono go orderem „Virtuti Militari” V kl., a we wniosku o jego nadanie, napisano m.in.:

Odznaczył się szczególnie 3 maja 1919 r. podczas ataku II baonu 5 pp Leg. na m. Rukojnie (płd.-zach. od Wilna). Podczas ataku okazało się, że miejscowość ta broniona była przez znacznie silniejszy niż się spodziewano oddział marynarzy bolszewickich. Po załamaniu się natarcia otrzymał rozkaz obejścia z flanki nieprzyjaciela celem zabezpieczenia skrzydła baonu. Wraz z półplutonem żołnierzy, w czasie marszu na pozycję, napotkał maszerujący wąwozem w zwartej kolumnie oddział bolszewicki, który był wysłany w celu obejścia atakującego III baonu 5 pp Leg. Na widok nieprzyjaciela pchor. Biesiadecki zaatakował ze swymi ludźmi bolszewików, którzy zaskoczeni rzucili się do ucieczki w stronę wsi, mając na karkach atakujący pododdział. Uciekający zostali ostrzelani przez własnych towarzyszy, spowodowali duże zniszczenie we wsi. Gdy jednak broniący wsi zorientowali się, że atakuje ich kilkunastu ludzi, natarli na nich energicznie. Oddział pchor. Biesiadeckiego spokojnie się wycofał. Zamieszanie we wsi wykorzystał dowódca III baonu, który poderwał swych żołnierzy do ataku i zdobył wieś wraz ze znacznymi łupami w sprzęcie wojskowym, koniach i jeńcach.

W okresie międzywojennym był leśniczym w dobrach Jakuba hr. Potockiego w Romanowie, powiat Bóbrka, województwo lwowskie. W rezerwie został przydzielony do 40 pułku piechoty, tam też odbywał ćwiczenia. Na stopień porucznika został mianowany ze starszeństwem z 19 marca 1939 i 1377. lokatą w korpusie oficerów rezerwy piechoty. 
W czasie kampanii wrześniowej 1939 – po agresji ZSRR na Polskę – w nieznanych okolicznościach dostał się do niewoli sowieckiej. Przebywał w obozie jenieckim w Starobielsku. Wiosną 1940 został zamordowany przez funkcjonariuszy NKWD w Charkowie i pogrzebany potajemnie w bezimiennej mogile zbiorowej w Piatichatkach, gdzie od 17 czerwca 2000 mieści się oficjalnie Cmentarz Ofiar Totalitaryzmu w Charkowie. Figuruje na Liście Starobielskiej NKWD pod poz. 303.
5 października 2007 minister obrony narodowej Aleksander Szczygło mianował go pośmiertnie na stopień kapitana. Awans został ogłoszony 9 listopada 2007 w Warszawie, w trakcie uroczystości „Katyń Pamiętamy – Uczcijmy Pamięć Bohaterów”.
Był dwukrotnie żonaty.

## Ordery i odznaczenia
- Krzyż Srebrny Orderu Wojskowego Virtuti Militari nr 4758 (1921)[1][4][3]
- Krzyż Walecznych[1][2]
- Medal Pamiątkowy za Wojnę 1918–1921[1][2]
- Medal Dziesięciolecia Odzyskanej Niepodległości[2]

## Upamiętnienie
W ramach akcji „Katyń... pamiętamy” / „Katyń... Ocalić od zapomnienia”, w Parku Katyńskim w Byszowie, został zasadzony Dąb Pamięci honorujący Jana Bronisława Biesiadeckiego.